# والتر نوت
والتر نوت (بالإنجليزية: Walter Knott)‏ هو فلاح أمريكي، ولد في 11 ديسمبر 1889 في سان بيرناردينو في الولايات المتحدة، وتوفي في 3 ديسمبر 1981 في بوينا بارك في الولايات المتحدة.

## وصلات خارجية
- والتر نوت على موقع الموسوعة البريطانية (الإنجليزية)
- والتر نوت على موقع إن إن دي بي (الإنجليزية)